# رقائق بطاطا بالملح والفلفل
رقائق بطاطا بالملح والفلفل (بالإنجليزية: Salt and pepper chips)‏ هو طبق صيني بريطاني يتكون من البطاطا المقلية الممزوجة بالبصل المقلي والفلفل.

## تاريخ الطبق
أُبتكر هذا الطبق في مطاعم السمك والبطاطا المملوكة من قبل مهاجرين صينيين في ليفربول، وهو مزيج من المطبخين الصيني والبريطاني. بدأ تقديمه خلال ستينيات القرن العشرين. ويُتناول بشكل رئيسي في شمال إنجلترا واسكتلندا، حيث أصبح جزءا أساسيا من قوائم مطاعم الوجبات الصينية السريعة. ويحظى هذا الطبق بشعبية كبيرة في مدينة ليفربول على وجه الخصوص.

## الوصفة
يُحضّر هذا الطبق عن طريق قلي شرائح البصل والفلفل الحلو والفلفل الحار معا بإستخدام الفلفل السيتشواني وحبوب الفلفل الأسود. يُتبل الخليط بالملح، والثوم، ومسحوق التوابل الخماسية والسكر. ثم تُقلب رقائق البطاطا مع الخليط وتقدّم.